# Ensemble (album de Gilbert Bécaud)
Pour les articles homonymes, voir Ensemble (homonymie).
Albums de Gilbert Bécaud
Une vie comme un roman BécOlympia
(1996)
Ensemble est un album studio de Gilbert Bécaud, sorti en novembre 1996. 
L'opus, réalisé par Gaya Bécaud, est enregistré à Paris et à Londres.

## Titres
1. Les Enfants aux cheveux blancs (Claude Lemesle/Gilbert Bécaud) [2 min 58 s]
2. De Only You à Maintenant (Didier Barbelivien/Gilbert Bécaud) [3 min 31 s]
3. Attention, attention (Pierre Delanoë/Gilbert Bécaud) [2 min 43 s]
4. Y'a qu'la musique qui nous aime bien (Claude Lemesle/Gilbert Bécaud) [4 min 17 s]
5. Ensemble (Pierre Grosz/Gilbert Bécaud) [3 min 27 s]
6. Mal sans vous (Pierre Grosz/Gilbert Bécaud) [3 min 04 s]
7. L'Amérique m'a fait cocu (Pierre Delanoë/Gilbert Bécaud) [3 min 16 s]
8. Madame Roza (Claude Lemesle/Gilbert Bécaud) [2 min 49 s][1]
9. La Belle Journée (Pierre Grosz/Gilbert Bécaud) [4 min 16 s]
10. Parler l'amour (Claude Lemesle/Gilbert Bécaud) [3 min 10 s]

## Crédits
- Réalisation : Gaya Bécaud (Les nouvelles Editions Le Rideau Rouge)
- Studios : Guillaume Tell (Paris) et Metropolis (Londres)
- Enregistrements additionnels : Plus mieux et No limit
- Prise de son et mixage : Gaya Bécaud avec Matt Howe, Stéphane Briand, Emmanuel Feyrabond, Gareth Ashton, Rodolph Sanguinetti
- Mastering : Raphaël Jonin-Dyam